# Josef Matula
Josef Matula ist ein fiktiver Privatdetektiv, der in der Krimiserie Ein Fall für zwei und in der Filmreihe Matula von Claus Theo Gärtner verkörpert wurde.

## Biografie
Zu Beginn der Serie ist Matula (Episode Die Große Schwester) noch Polizeiobermeister, muss sich jedoch wegen Strafvereitelung vor Gericht verantworten und quittiert den Dienst, um einem Disziplinarverfahren zu entgehen. So kommt er mit dem Anwalt Dr. Renz in Kontakt, der ihm einen Job als Detektiv anbietet. Im Gericht nennt er hier auch erstmals seinen vollständigen Namen Hermann Josef Matula und gibt an, 31 Jahre alt und in Oberhausen geboren zu sein.
Weitere biografische Details erfährt man in der Episode Morgengrauen (Teil 3): „… geboren am 18. März 1949, ledig, katholisch, wohnhaft in Frankfurt, Goetheweg 14.“ Auch das Jahr seines Abschieds bei der Polizei wird hier konkret mit 1981 angegeben. In Erben und Sterben (Teil 1) erwähnt Matula, dass sein Vater in den letzten Tagen des Zweiten Weltkriegs gefallen sei (was nicht mit Matulas Geburtsdatum übereinstimmen kann), seine Mutter 1969 an Krebs gestorben sei und er keine Geschwister habe. Er habe jedoch eine Nichte namens Andrea, die in Episode 75 Blutige Rosen in Erscheinung tritt.
Trotz meist erfolgreicher Ermittlungsarbeit bildet Matulas permanente Geldknappheit – er bittet seine Auftraggeber immer wieder um Vorschüsse, großzügige Spesenentschädigungen und so weiter – eine Art Running Gag. In der Episode Blinder Hass nimmt er sogar kurzzeitig eine Stelle als Tankwart an. Bis Episode 60 Caesars Beute raucht Matula (ebenfalls noch einmal in Episode 182 Morgen bist du tot, in der er sich aus Erschütterung über Dr. Voss’ Tod eine Zigarette anzündet). Neben seiner besonderen Anziehungskraft auf Frauen und seiner Sportlichkeit – auch im fortschreitenden Alter – ist Matula meist recht ruppig und öfters in zwielichtigen Milieus unterwegs.
Da Matula häufig gegen das Gesetz verstößt, wird er oft festgenommen und bricht mehrmals aus dem Gefängnis aus, am Ende stellt sich jedoch im Wesentlichen seine Unschuld heraus. In einigen Episoden besitzt er zu seiner Verteidigung eine Waffe. Er neigt dazu, sich mit den falschen Leuten anzulegen, und wird deshalb mehrfach verprügelt, verletzt oder mit einer Waffe bedroht. Verfolgungsjagden, (seltene) Stunts und Rettung des Anwalts in letzter Sekunde gehören zu seiner Rolle in der Serie.
Matula wohnt meistens in einer großen Einzimmerwohnung mit Küche und Bad, die sich mittels einer Schiebetür verschließen lässt. In der Wohnung steht auch ein Billardtisch, denn Matula spielt leidenschaftlich Billard. Dort spielt er häufig mit den Anwälten, mit denen er sich zum Teil anfreundet. Seine Wohnung wird in der letzten Episode Letzte Worte stark beschädigt. Matula hat eine Vorliebe für Autos der Marke Alfa Romeo. Das Auto, das Matula fährt, war oft zur gleichen Zeit auch das Auto von Gärtner. In Episode 5 Der blinde Fleck der Neuauflage von Ein Fall für zwei hatte Matula einen Gastauftritt, als er den neuen Detektiv Oswald an einer Tankstelle traf.
Seit dem Film Matula lebt er in einem Wohnmobil, mit dem er in den Filmen auch unterwegs ist. Damit fährt er zunächst an die Nordsee. Im Film Matula – Der Schatten des Berges fährt er auf dem Weg nach Italien über die Alpen, wo er in einem kleinen Dorf einen mysteriösen Mordfall aufklärt. 2019 führte es ihn in Matula – Tod auf Mallorca auf die Mittelmeerinsel Mallorca.

## Auszeichnungen
Am 13. Januar 2001 wurde Claus Theo Gärtner für diese Rolle in Bayern der Rang eines „Ehrenkommissars“ verliehen.

## Kritiken
„In jeder Folge wird er mindestens einmal verprügelt. Dieses Ritual ist so beständig wie der Mann selbst: Der Privatdetektiv Josef Matula, gespielt von Claus Theo Gärtner, erledigt seit 30 Jahren in der ZDF-Serie ‚Ein Fall für zwei‘ die harten Jobs. […] So wurde Josef Matula zu einem Symbol westdeutscher Beständigkeit und einer Männlichkeit, die im Laufe der Zeit immer veralteter wirkte: ein lederbejackter Macho, der Alfa Romeo fährt, mit rauer Stimme markige Sprüche raushaut und immer knapp bei Kasse ist. Nur seine blonde Mähne zeugte von ein bisschen Weichheit.“